# Conjunto imagem

A imagem do conjunto X é o conjunto {A,B,D} que é subconjunto de Y.

Função sobrejetora: Neste caso, a imagem do conjunto X é o conjunto Y, porque todos seus valores estão associados a algum elemento do conjunto X.

Em matemática, o conjunto imagem ou campo de valores de uma função {\displaystyle f:X\to Y} é o conjunto de todos os elementos de Y que são imagem de algum elemento de X. Costuma ser representado por {\displaystyle \operatorname {I} (f)} ou {\displaystyle \operatorname {Im} (f).} Por definição, o conjunto imagem é um subconjunto do contradomínio: {\displaystyle \operatorname {I} (f)\subseteq Y.}
A imagem de um dado elemento {\displaystyle x} do domínio é o único {\displaystyle y} do contradomínio associado a ele pela função {\displaystyle f.} É representada por {\displaystyle f(x).} Portanto, temos:{\displaystyle \operatorname {I} (f)=\{\,y\in Y\,|\,y=f(x){\text{ para algum }}x\in X\,\}.}Uma função {\displaystyle f:X\to Y}, cujo contradomínio é dado por Y e {\displaystyle \operatorname {I} {(f)}=Y}, isto é, quando o conjunto imagem tem os mesmos elementos do contradomínio, é chamada de sobrejetora. Uma função {\displaystyle f:X\to Y}, cujo contradomínio é dado por Y e {\displaystyle \operatorname {I} {(f(x_{1}))}\neq \operatorname {I} {(f(x_{2}))}\implies x_{1}\neq x_{2}}, isto é, quando a imagem de {\displaystyle x_{1}} é diferente da imagem de {\displaystyle x_{2}} e que {\displaystyle x_{1}} é diferente de {\displaystyle x_{2}}, é chamada de injetora. Se uma função é injetora e {\displaystyle \operatorname {I} {(f(x_{1}))}=\operatorname {I} {(f(x_{2}))}}, então {\displaystyle x_{1}=x_{2}}. É bijetora, isto é, sobrejetora e injetora, uma vez que {\displaystyle \operatorname {I} {(f)}=\{\ y\in Y\ |\ \exists !x\in X,f(x)=y\}=Y}.

## Exemplo
Seja a função {\displaystyle g:\mathbb {R} \rightarrow \mathbb {R} ,} definida por {\displaystyle g(x)=x^{2}.} A imagem de 2 pela função {\displaystyle g} é {\displaystyle g(2)=2^{2}=4.} De maneira análoga, diz-se que as imagens de 6, -6 e 7 pela função {\displaystyle g} são 36, 36 e 49, respectivamente, o que pode ser representado matematicamente por {\displaystyle g(6)=36,} {\displaystyle g(-6)=36} e {\displaystyle g(7)=49.} O conjunto imagem de {\displaystyle g} é o conjunto de todos os valores assumidos por {\displaystyle g(x),} para todo {\displaystyle x\in \mathbb {R} .} Portanto, {\displaystyle I(g)=\mathbb {R} _{+}.}